# Fosforpentaklorid
Fosforpentaklorid är en kemisk förening av fosfor och klor med formeln PCl5.

## Egenskaper
I gas- och vätskeform eller löst i opolära lösningsmedel som koldisulfid (CS2) eller koltetraklorid (CCl4) är fosforpentaklorid en neutral molekyl med en trigonal bipyramidal geometri.
I fast form eller löst i polära lösningsmedel bildar det jonerna [PCl+4] och [PCl–6].
Vid kontakt med vatten hydrolyseras fosforpentaklorid till fosforsyra (H3PO4) och saltsyra (HCl).
{\displaystyle {\rm {PCl_{5}+4\ H_{2}O\rightarrow H_{3}PO_{4}+5\ HCl}}}

## Framställning
Fosforpentaklorid tillverkas genom ytterligare klorering av fosfortriklorid (PCl3).
{\displaystyle {\rm {PCl_{3}+Cl_{2}\rightleftharpoons PCl_{5}}}}
Eftersom PCl5 och PCl3 existerar i jämvikt så innehåller fosforpentaklorid ofta föroreningar av klor som ger den gulgröna missfärgningen.

## Användning
På grund av sin reaktivitet så används fosforpentaklorid oftast för att klorera andra ämnen, både organiska och oorganiska. Det kan till exempel konvertera karboxylsyror till syraklorider eller för att framställa litiumhexafluorfosfat som används i lithium-jon batterier.